# I-44 (tàu ngầm Nhật)
I-44 là một tàu ngầm tuần dương lớp Type-B (巡潜乙型潜水艦 Junsen Otsu-gata sensuikan) được Hải quân Đế quốc Nhật Bản chế tạo vào giai đoạn cuối Chiến tranh Thế giới thứ hai. Nhập biên chế năm 1944, nó từng thực hiện ba chuyến tuần tra trong chiến tranh, trước khi được cải biến thành tàu ngầm mang ngư lôi tự sát Kaiten để tham gia các trận Iwo Jima và Okinawa. I-44 đã mất tích sau ngày 4 tháng 4, 1945, có thể đã bị máy bay từ tàu sân bay hộ tống Hoa Kỳ USS Tulagi (CVE-72) đánh chìm gần Okinawa vào ngày 29 tháng 4, 1945.

## Thiết kế và chế tạo

### Thiết kế
Tàu ngầm Type B Cải tiến 1 (lớp I-40) (còn gọi là Type B2) được cải tiến từ Type B1 dẫn trước, có trọng lượng hơi lớn hơn và trang bị động cơ diesel có thiết kế đơn giản hơn nhằm thúc đẩy việc chế tạo. Chúng có trọng lượng choán nước 2.631 tấn (2.589 tấn Anh) khi nổi và 3.713 tấn (3.654 tấn Anh) khi lặn, lườn tàu có chiều dài 108,7 m (356 ft 8 in), mạn tàu rộng 9,3 m (30 ft 6 in) và mớn nước sâu 5,1 m (16 ft 9 in). Con tàu có thể lặn sâu đến 100 m (328 ft), và có một thủy thủ đoàn đầy đủ bao gồm 94 sĩ quan và thủy thủ.
Type B2 trang bị hai động cơ diesel Kampon Mk.1A Model 10 công suất 5.500 mã lực phanh (4.101 kW), mỗi chiếc vận hành một trục chân vịt. Khi lặn, mỗi trục được vận hành bởi một động cơ điện công suất 1.000 mã lực (746 kW). Khi di chuyển trên mặt nước nó đạt tốc độ tối đa 23,5 hải lý trên giờ (43,5 km/h; 27,0 mph) và 8 hải lý trên giờ (15 km/h; 9,2 mph) khi lặn dưới nước, tầm xa hoạt động của Type B2 là 14.000 hải lý (26.000 km; 16.000 mi) ở tốc độ 16 hải lý trên giờ (30 km/h; 18 mph), và có thể lặn xa 96 nmi (178 km; 110 mi) ở tốc độ 3 hải lý trên giờ (5,6 km/h; 3,5 mph).
Những chiếc Type B2 có sáu ống phóng ngư lôi 53,3 cm (21,0 in), tất cả được bố trí trước mũi, và mang theo tổng cộng 17 quả ngư lôi Kiểu 95. Vũ khí trên boong tàu bao gồm khẩu hải pháo 14 cm (5,5 in), và hai pháo phòng không 25 mm Type 96. Hầm chứa máy bay được tích hợp vào tháp chỉ huy và hướng ra phía trước. Máy phóng máy bay được bố trí hướng ra phía trước, trong khi khẩu hải pháo trên boong đặt phía sau. Cách sắp xếp này giúp chiếc thủy phi cơ Yokosuka E14Y tận dụng tốc độ hướng ra trước của con tàu khi được phóng lên.

### Chế tạo
I-44 được đặt lườn như là chiếc Tàu ngầm số 374 tại Xưởng vũ khí Hải quân Yokosuka ở Yokosuka vào ngày 11 tháng 6, 1942. Nó được đổi tên thành I-44 vào ngày 5 tháng 2, 1943, trước khi được hạ thủy vào ngày 5 tháng 3, 1943. Con tàu hoàn tất và nhập biên chế vào ngày 31 tháng 1, 1944, dưới quyền chỉ huy của Trung tá Hải quân Yokota Minoru.

## Lịch sử hoạt động

### 1944
Sau khi nhập biên chế, I-44 được điều về Hải đội Tàu ngầm 11 trực thuộc Đệ Lục hạm đội. Sau khi hoàn tất việc chạy thử máy huấn luyện, nó được tiếp nhiên liệu tại Tokuyama trong các ngày 28 và 29 tháng 3, 1944.

#### Chuyến tuần tra thứ nhất
Vào ngày 31 tháng 3, I-44 cùng các tàu ngầm I-183, Ro-44, Ro-116 và Ro-117 được phái sang khu vực Thái Bình Dương về phía Đông Palau để đánh chặn một một lực lượng đặc nhiệm Hải quân Hoa Kỳ đang hướng đến Palau. Nó xuất phát từ vịnh Agenosho cùng ngày hôm đó, nhưng bị gọi quay trở lại vào ngày 5 tháng 4. Sau khi đi đến Kure, Hiroshima vào ngày 14 tháng 4, I-44 trở thành tàu ngầm Nhật Bản đầu tiên được trang bị radar phòng không Type 13. Đến ngày 28 tháng 4, nó được điều động gia nhập Đội tàu ngầm 15 thuộc Hải đội Tàu ngầm 1, thuộc Đơn vị Tiền phương trực thuộc Đệ Lục hạm đội. 

#### Chiến dịchTatsumaki
Vào đầu tháng 5, I-44 nằm trong số các tàu ngầm được chọn để tham gia Chiến dịch Tatsumaki, một kế hoạch tấn công lên đảo Majuro thuộc quần đảo Marshall. Trong biển nội địa Seto ngoài khơi Nasakejima, nó đã huấn luyện phối hợp cùng các chiếc I-36, I-38, I-41 và I-53 cùng tàu tiếp liệu tàu ngầm phụ trợ Tsukushi Maru, theo kế hoạch sẽ vận chuyển xe tăng lội nước Type 4 Ka-Tsu cải tiến, mỗi chiếc mang theo hai ngư lôi 450 mm (18 in), đi từ Kure đến Majuro. Tại đây số xe tăng này sẽ được thà xuống nước, đổ bộ lên đảo san hô, rồi băng qua đảo để xâm nhập vũng biển, nơi chúng phóng ngư lôi tấn công hạm đội đối phương tại nơi neo đậu. Tuy nhiên vào giữa tháng 5, Chiến dịch Tatsumaki bị hoãn lại để khắc phục những khiếm khuyết của chiếc xe tăng lội nước, cuối cùng bị hủy bỏ hoàn toàn.

#### Chuyến tuần tra thứ hai
I-44 khởi hành từ Kure vào ngày 15 tháng 5, cùng với các tàu ngầm I-41 và I-53 thực hiện chuyến tuần tra thứ hai ngoài khơi quần đảo Bismarck về phía Đông Bắc New Ireland và phía Bắc Kavieng. Vào ngày 27 tháng 5I-44 đang vận hành radar phòng không của nó ở tọa độ 27°02′B 151°00′Đ / 27,033°B 151°Đ, khi một máy bay tuần tra Đồng Minh bất ngờ tấn công với các quả bom ném suýt trúng; không thể xác định radar của I-44 gặp khiếm khuyết hay do thủy thủ đoàn chưa có kinh nghiệm trong huấn luyện và vận hành radar. Chiếc tàu ngầm phải lặn khẩn cấp để ẩn nấp, và thêm nhiều tàu tuần tra đối phương xuất hiện và tấn công. Nó thoát được nhưng bị hư hại kính tiềm vọng, bảng mạch điện chính cùng nhiều thiết bị cũng như bị rò rỉ phía mũi tàu. I-44 tiếp tục đụng độ với một thủy phi cơ tuần tra-ném bom PB4Y-2 Privateer gần đó, nhưng không thể lặn, nên tìm cách ẩn náu trong một cơn mưa giông. Nó về đến Kure vào ngày 5 tháng 6, và được sửa chữa.

#### Chuyến tuần tra thứ ba
Tổng tư lệnh Hạm đội Liên hợp, Đô đốc Soemu Toyoda, kích hoạt Kế hoạch Shō-Gō 1 nhằm phòng thủ quần đảo Philippines từ ngày 13 tháng 10. Do đó sau khi hoàn tất việc sửa chữa, I-44 xuất phát từ Kure vào ngày 19 tháng 10 cho chuyến tuần tra thứ ba, được phân công tuần tra về phía Đông Philippines và ngoài khơi đảo Leyte trong thành phần Đội tàu ngầm "B", vốn còn bao gồm các tàu ngầm I-38, Ro-42 và Ro-43. Nó đang di chuyển trong eo biển Ba Sĩ lúc trời tối ngày 20 tháng 10, khi gặp phải sự cố nổ bình khí nén trong hệ thống thùng dằn cân bằng tàu, khiến ba thủy thủ thiệt mạng, làm hỏng la bàn con quay hồi chuyển, và khiến một trục chân vịt không hoạt động.  Chiếc tàu buộc phải quay trở về Nhật Bản để sửa chữa, đi đến Kure vào ngày 22 tháng 10.

#### Cải biến thành tàu ngầm mang ngư lôiKaiten
Là chiếc tàu ngầm Type B2 còn sống sót sau cùng, I-44 được chọn để cải biến thành tàu ngầm mang ngư lôi tự sát Kaiten. Trong quá trình cải biến, khẩu hải pháo 14 cm (5,5 in) trên boong tàu được tháo dỡ, lấy chỗ lắp đặt các bộ gá nhằm chuyên chở bốn ngư lôi Kaiten phía sau tháp chỉ huy; đồng thời hầm chứa cùng  máy phóng máy bay cũng được tháo dỡ khỏi boong phía trước, lấy chỗ để mang thêm hai ngư lôi Kaiten nữa. Ngoài ra con tàu còn được trang bị radar Type 22 dò tìm mặt biển.
I-44 thoạt tiên dự định được phái tham gia hoạt động Kaiten đầu tiên vào đầu tháng 11, 1944, nhưng ý định này bị hủy bỏ. Đến đầu tháng 2, 1945, con tàu được điều đến căn cứ Kaiten Otsujima, bên bờ biển nội địa Seto tại Yamaguchi, để bắt đầu huấn luyện cùng các tàu ngầm I-368 và I-370.

### 1945

#### Nhiệm vụKaitenthứ nhất
Vào ngày 19 tháng 2, Trận Iwo Jima bắt đầu với việc lực lượng Hoa Kỳ đổ bộ lên hòn đảo này. Trong ngày hôm đó, I-44 cùng với I-368 và I-370 được phân về Đội Kaiten Chihaya với nhiệm vụ tấn công tàu bè Đồng Minh tại khu vực này. I-44 là tàu ngầm cuối cùng trong Đội lên đường, xuất phát từ căn cứ Otsujima lúc 09 giờ 00 ngày 22 tháng 2 cho nhiệm vụ Kaiten đầu tiên trong chiến tranh. Nó đang đi trên mặt nước để nạp điện cho ắc-quy ở vị trí 48 nmi (89 km) về phía Tây Nam Iwo Jima vào ngày 25 tháng 2, khi bị hai hoặc ba tàu khu trục hay tàu săn ngầm đối phương phát hiện và truy đuổi. I-44 phải lặn dưới nước suốt 47 giờ, cho đến khi mức carbon dioxide trong tàu lên đến 6%, trước khi thoát được và trồi lên mặt nước an toàn.
I-44 đi đến khu vực tuần tra về phía Nam Iwo Jima vào cuối ngày 26 tháng 2. Đến ngày 28 tháng 2, nó tìm cách tiếp cận trên mặt nước từ phía Đông hòn đảo, nhưng bị một máy bay tấn công nên buộc phải lặn xuống và rút lui. Hạm trưởng I-44 gửi một báo cáo vào ngày 1 tháng 3 cho Phó đô đốc Shigeyoshi Miwa Tư lệnh Đệ Lục hạm đội, về dự định rút lui về khu vực Oki Daitō thuộc quần đảo Daitō về phía Đông Nam Okinawa. Đến ngày 6 tháng 3, Đệ Lục hạm đội hủy bỏ mọi hoạt động tàu ngầm tại khu vực Iwo Jima, và I-44 lên đường quay trở về Nhật Bản. Nó tháo dỡ các ngư lôi Kaiten cùng hoa tiêu tại căn cứ Otsujima vào ngày 9 tháng 3, và đi đến Kure vào ngày 11 tháng 3. Tại đây Thiếu tá Hải quân Masuzawa Seishi tiếp nhận quyền chỉ huy I-44 từ ngày 17 tháng 3.

#### Nhiệm vụKaitenthứ hai
Từ ngày 26 đến ngày 29 tháng 3, 1945, lực lượng Hoa Kỳ đổ bộ lên quần đảo Kerama về phía Tây Nam Okinawa nhằm chiếm một căn cứ tiền phương chuẩn bị cho việc chiếm đóng chính Okinawa. Vào ngày 27 tháng 3, Đội Kaiten Tatara, vốn bao gồm I-44 và các tàu ngầm I-47, I-56 và I-58 được thành lập để tấn công tàu bè Đồng Minh tại Okinawa. Sau khi Trận Okinawa chính thức bắt đầu vào ngày 1 tháng 4, I-44 được lệnh lên đường hai ngày sau đó trong thành phần Đội Tatara; nó rời Otsujima vào ngày 4 tháng 4, mang theo bốn thành viên tổ lái Kaiten từng tham gia hoạt động cùng I-44 trong Đội Chihaya. Đến ngày 21 tháng 4, Bộ chỉ huy Đệ Lục hạm đội ra lệnh cho I-44 quay trở về Nhật Bản, nhưng chiếc tàu ngầm đã không hồi đáp.

#### Bị mất
I-44 bị mất vào một lúc nào đó sau ngày 4 tháng 4, nhưng nguyên nhân vẫn còn là một bí ẩn. Một số sử gia Nhật Bản cho rằng đội tìm-diệt tàu ngầm hình thành chung quanh tàu sân bay hạng nhẹ USS Bataan đã đánh chìm I-44 vào ngày 18 tháng 4, nhưng nhiều khả năng mục tiêu bị đánh chìm là chiếc I-56.
Vào ngày 29 tháng 4, một máy bay TBM Avenger thuộc Liên đội Hỗn hợp VC-92 xuất phát từ tàu sân bay hộ tống USS Tulagi đang tuần tra ở vị trí khoảng 220 nmi (410 km) về phía Đông Nam Okinawa. Lúc 14 giờ 18 phút, trong khi đang bay ở độ cao 4.000 ft (1.200 m), nó phát hiện một tàu ngầm Nhật Bản đang đi trên mặt nước, nên bổ nhào xuống để tấn công. Khi chiếc tàu ngầm lặn khẩn cấp để né tránh, chiếc Avenger thả một quả mìn sâu xuống phát nổ bên cạnh tháp chỉ huy chiếc tàu ngầm. Trong lượt tấn công thứ hai, chiếc Avenger phóng một quả ngư lôi dò âm Mark 24 "Fido", đánh trúng thân chiếc tàu ngầm, nhiều khả năng là I-44,  khiến mục tiêu đắm tại tọa độ 24°15′B 131°16′Đ / 24,25°B 131,267°Đ.
Vào ngày 2 tháng 5, 1945, Hải quân Đế quốc Nhật Bản công bố I-44 có thể đã bị mất tại khu vực Okinawa với tổn thất toàn bộ 130 thủy thủ và bốn thành viên tổ lái Kaiten. Tên nó được cho rút khỏi đăng bạ hải quân vào ngày 10 tháng 6, 1945.